# Antoine-Roger Bolamba
Antoine-Roger Bolamba(Boma, 13 de julio de 1913-Kinshasa, 2 de julio de 2002) fue un escritor y periodista congoleño (Congo-Kinshasa).
Fue redactor-jefe de La Voix du Congolais entre 1944 y 1959, y ministro de información en 1963.

## Obras
- L'Échelle de l'araignée, 1938 (cuentos tradicionales)
- Les Aventures de Ngoy, 1940
- Premiers Essais, 1947
- Esanzo, chants pour mon pays, 1955 (poemario)

- Datos: Q2853564